# Specie

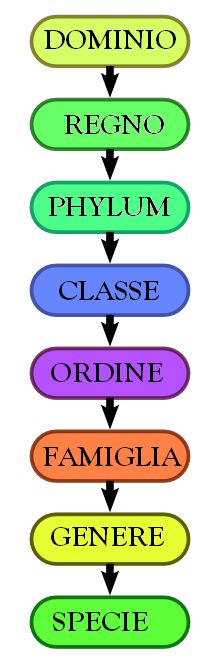
La gerarchia di classificazione biologica secondo gli otto principali ranghi tassonomici. Un genere contiene una o più specie. I livelli intermedi di classificazione non sono visualizzati

In biologia, la specie è alla base della classificazione degli organismi viventi, essendo il livello tassonomico obbligatorio gerarchicamente più basso. 
La scelta di un criterio univoco e universale per identificare le specie è però difficile, soprattutto in quanto esse sono entità non statiche, ma che si modificano nel tempo e nello spazio e, pertanto, ciò che osserviamo è un momento di un processo evolutivo che è in realtà continuo; da qui la difficoltà a creare confini certi e di conseguenza l'incertezza nella definizione. 
Quello di specie è un concetto multidimensionale, derivante da un analogo significato filosofico, sotto il quale ricadono varie definizioni che dipendono dall'aspetto che si considera: la specie può essere dunque biologica, morfologica, tipologica, cronologica e filofenetica.

## Specie biologica

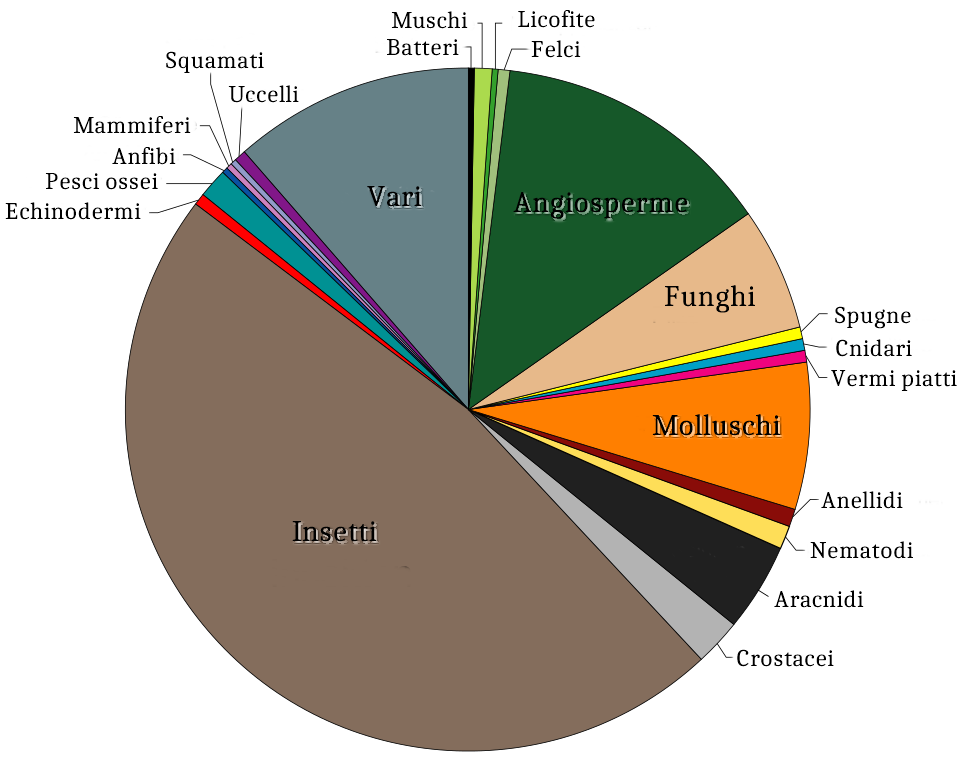
Grafico a torta che mostra le classi di frequenza dei gruppi tassonomici dei viventi in base al numero stimato di specie conosciute.

La "specie biologica" è la più diffusa, usata in zoologia. Essa pare la più completa, in quanto si basa su un criterio che è insieme temporale e spaziale: una specie è infatti definita sulla base di una prossimità filogenetica tra i membri componenti (cioè il fatto di possedere un antenato comune più recente di quello condiviso coi membri di altri gruppi), ma anche dalla presenza di meccanismi di isolamento riproduttivo rispetto ad altri gruppi (questo garantisce una discontinuità fenotipica e genotipica che concorre a definire la specie stessa). Dalla definizione di Dobžanskij e Mayr, la specie è rappresentata da quegli individui che incrociandosi tra loro generano potenzialmente una prole illimitatamente feconda. Come si amplierà più sotto, il termine si basa su un modello necessariamente artificiale e non è valido per tutti i casi di organismi in cui sia assente la riproduzione sessuale. In questi casi, tipici ad esempio in microbiologia, la definizione è più articolata ed è reperibile su testi di tassonomia batterica.
Il concetto di "illimitatamente" e "feconda" è a fondamento della classificazione artificiale attuata dall'uomo, che, come tale, lascia aperto il campo a molte eccezioni di ibridi interspecifici o intergenerici sani e fecondi. Va posta attenzione sul fatto che la definizione di specie come composta da individui "illimitatamente fecondi tra di loro" non esclude che individui che possono creare prole (ibrida, per quanto segue nella frase) "illimitatamente feconda", trovandosi  in condizioni particolari (es.: in cattività, ma non solo), possano comunque essere classificati come specie diverse, in quanto "in natura" non entrano mai (o quasi) in contatto riproduttivo (e quindi non creano ibridi). È noto che l'asino e la cavalla generano il mulo, che è sterile; non così però l'incrocio, ad esempio, del grizzly con l'orso polare, che pure continuano a essere considerate due specie diverse, nonostante la loro prole sia fertile. In linea generale, il fatto che gli ibridi nati in condizioni di cattività siano fertili non può essere di per sé considerata un'evidenza invalidante della sussistenza di due specie separate, nel caso in cui una barriera riproduttiva sia effettivamente presente "in natura". Tale conclusione può essere tratta dall'affermazione, formulata da Ernst Mayr, secondo il quale le specie animali "non si incrociano in condizioni naturali".
Ciò non esclude dunque la possibilità che possano farlo, e con esiti positivi, in condizioni artificiali. Gli accoppiamenti che sono il risultato della deliberata azione dell'uomo, così come il caso più generale di specie che sarebbero fisiologicamente e geneticamente in grado di generare prole, ma che per vari motivi non lo fanno in natura (es.: specie geneticamente simili che vivono in luoghi geograficamente separati, ma anche specie che occupano gli stessi luoghi ma che hanno sistemi di corteggiamento diversi, che occupano nicchie ecologiche diverse, che hanno ritmi di attività asincroni etc.), non possono rappresentare evidenze a sostegno di una supposta impossibilità di elevare due popolazioni al rango di specie separate. L'idea dunque che specie differenti non possano incrociarsi o che la prole di un tale incrocio debba essere in tutti i casi sterile rappresenta un travisamento del concetto di specie biologica formulato da Ernst Mayr nel 1942, come messo in evidenza da P. Mohelman: «Molti non-tassonomi si basano su un fraintendimento del concetto biologico di specie di Mayr (1942). Il fraintendimento popolare è che specie differenti non possono incrociarsi; alcuni fanno un passo avanti, credendo che le specie possono talvolta incrociarsi, ma che gli ibridi debbano essere sterili. Questo non è quanto Mayr ha affermato. Egli propose che le specie "non si ibridano sotto condizioni naturali", enfatizzando che questo isolamento riproduttivo può essere il risultato di meccanismi di isolamento pre- o post-copula (...) Il meccanismo pre-copula include cose come meccanismi etologici che possono essere rotti in condizioni non naturali, come la cattività».
D'altra parte, la generazione di prole fertile come risultato dell'incrocio di due specie rappresenta un'evidenza della vicinanza filogenetica delle stesse. In accordo con Mayr, l'elemento chiave per la definizione di una specie biologica sarebbe dunque la sussistenza di un isolamento riproduttivo "in natura" rispetto ad altre popolazioni, assieme a una coesione riproduttiva interna alla popolazione stessa.
Tuttavia, tale definizione, per quanto rigorosa, non è rigidamente applicabile in campo botanico. Molte forme vegetali, pur presentando evidenti diversità, tali da non poter essere considerate della medesima specie, si incrociano originando ibridi illimitatamente fertili. In questi casi l'applicabilità di tale definizione tassonomica risulta limitata e si ricorre a diverse classificazioni, basate sulle diversità somatiche e/o filogenetiche.

## Specie morfologica

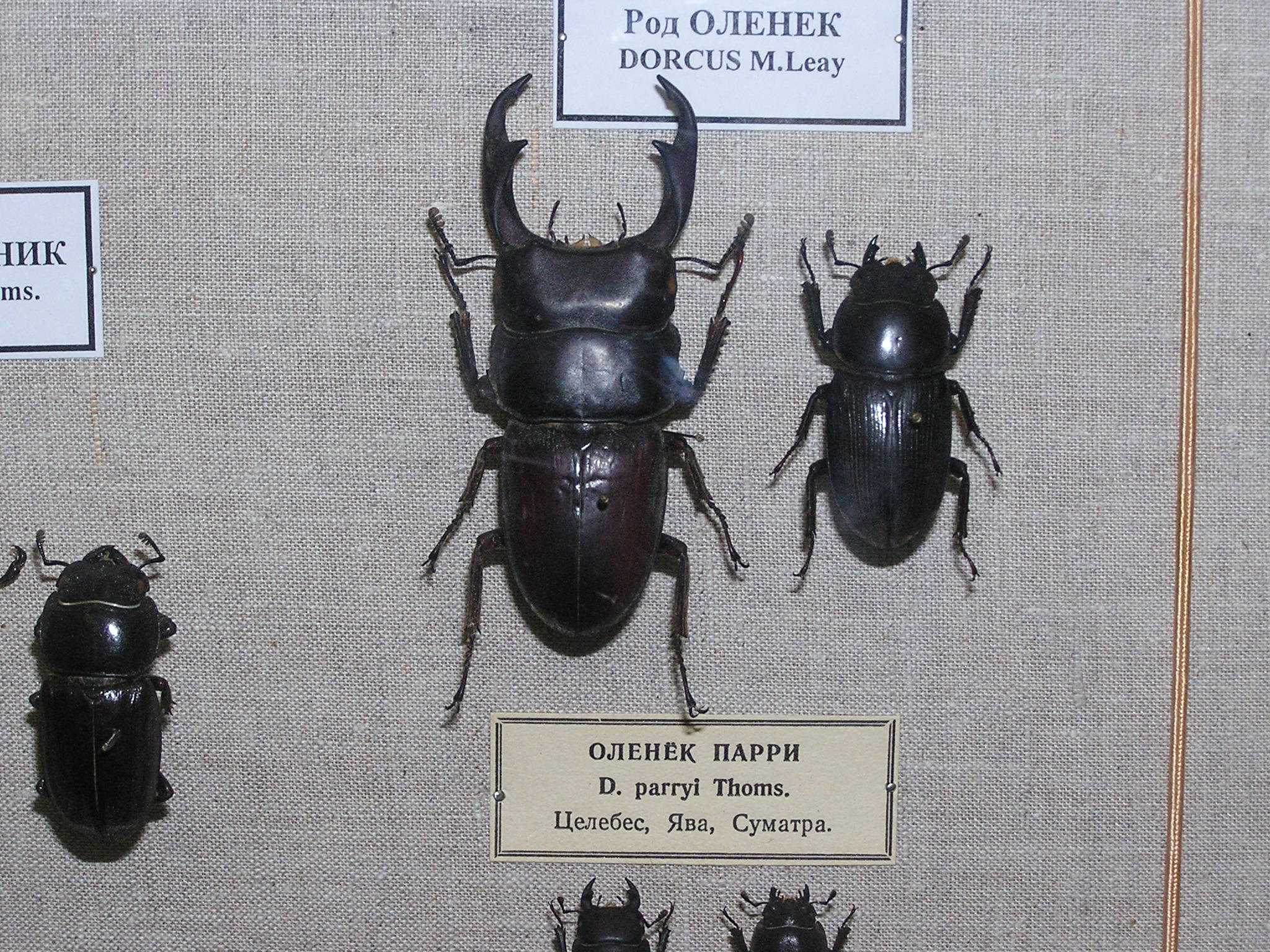
Dorcus sp., a destra la femmina

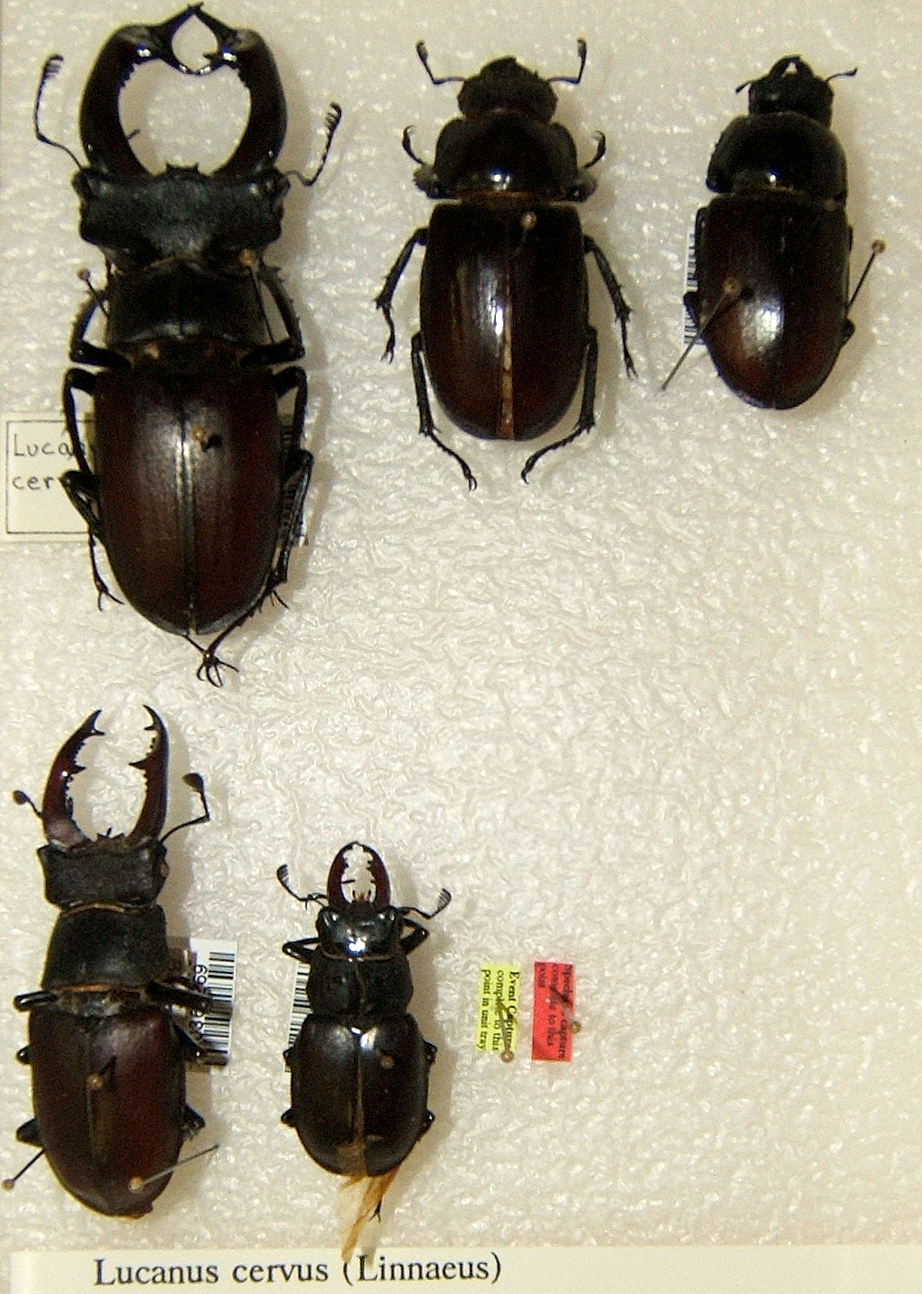
Lucanus sp. in alto a destra due femmine

La specie "morfologica" è quella basata su caratteri morfologici. Viene generalmente usata per le specie attuali e per quelle fossili. Quando si hanno a disposizione molti esemplari (minimo 50) i caratteri rappresentabili da numeri possono essere indagati con metodi statistici. In passato strettamente connessa al concetto di specie tipologica oggi è sempre più rimpiazzata, perlomeno nelle specie viventi, da studi di ordine molecolare e genetico. È infatti ovvia la difficoltà di applicazione di tale definizione a criptospecie e a specie con una variabilità morfologica molto marcata. Il dimorfismo sessuale unito a variabilità morfologica, ad esempio, possono apparentemente accomunare esteriormente organismi appartenenti a specie totalmente differenti.
Tipico è ad esempio il caso di maschi di dimensioni ridotte di alcuni coleotteri che tendono a rassomigliare a femmine di specie differenti. Portando alle estreme conseguenze l'applicazione del concetto di specie morfologica, si rischia di cadere in situazioni paradossali. Ad esempio, due individui possono essere molto diversi pur appartenendo alla stessa popolazione o addirittura alla stessa nidiata: è questo il caso delle specie polimorfiche. Dal lato opposto, due individui possono essere morfologicamente quasi identici pur appartenendo a due popolazioni diverse e geneticamente incompatibili: è questo il caso delle specie sorelle (sibling species).
Per questi motivi il criterio morfologico viene applicato in biologia solo in quanto riflesso (e indicatore) dei rapporti filogenetici tra i gruppi presi in considerazione, non diversamente da come il grado di parentela in un albero genealogico viene ricostruito sulla base dei trascorsi storici della linea familiare piuttosto che sulla similarità di aspetto (per quanto mediamente possa essere maggiore tra individui strettamente imparentati che tra non imparentati). Similmente, i delfini vengono considerati mammiferi e non pesci in base alla presenza di alcuni caratteri morfologici tra cui le ghiandole mammarie: questi caratteri sono stati scelti su altri caratteri (ad esempio, la presenza di pinne e la forma del corpo) per sancire l'appartenenza alla stessa Classe in quanto più conservati degli altri e quindi maggiormente indicativi dei rapporti di parentela all'interno del gruppo.

## Specie tipologica
La "specie tipologica" è quella fondata su un tipo, definito olotipo, cioè su un esemplare che la rappresenta e che dovrebbe essere in un museo pubblico a disposizione degli studiosi. L'esemplare quindi può servire per i confronti; ma non è sempre così, perché ad es. può perdersi. In questo caso può essere rimpiazzato da un neotipo. Quindi, per definizione, il concetto di specie tipologica non implica necessariamente il fissismo di Linneo, perché al tipo se ne possono aggiungere altri, paratipi, che danno l'idea della variabilità. Questo concetto, sebbene oggi comunemente utilizzato in tassonomia, è formalmente incompleto e di utilizzo più pratico che teorico, in quanto criticato aspramente da Lamarck in poi, che con la teoria nominalistica mette in discussione l'idea stessa di archetipo.

## Specie cronologica
La specie "cronologica" è basata sul concetto "tempo" ed è il classico campo di studi sulla paleontologia sistematica e biostratigrafia.
Si possono indicare vari esempi da sezioni stratigrafiche affidabili. Uno di questi, molto significativo è il concetto di cronospecie per l'ammonite del genere Hildoceras (che si può considerare una specie il cui ambito morfologico è quello della specie tipo Hildoceras bifrons). Questo discorso è legato al limite, all'interno del piano Toarciano, tra la zona a Hildaites undicosta e quella a Hildoceras bifrons. La prima comparsa degli ammoniti del genere Hildoceras, che sono in realtà Hildoceras primitivi senza solco giro-laterale, è basata su un criterio morfologico-evolutivo. Cioè sulla comparsa all'interno della sottofamiglia Hildoceratinae delle forme con coste anguliradiate. Prima del limite non ci sono forme con coste anguliradiate, dopo il limite compaiono forme dubbie o con coste anguliradiate. La zona a Bifrons, nota in gran parte dell'Europa, indagata in Appennino (Rosso Ammonitico umbro-marchigiano) è rappresentata circa da 40 livelli fossiliferi, tutti con fossili ben conservati come modelli interni conchigliari e campionati dettagliatamente. Sono posti nel membro rosso ammonitico nodulare-marnoso. Tutti e 40 quasi, in 2 m circa di spessore, contengono ammoniti del genere Hildoceras, generalmente inteso con il solco giro-laterale e parte interna della spira liscia. Negli ultimi 2-3 livelli dei 40 il genere è rappresentato da forme debolmente ornate, involute, subdiscoidali e con area ventrale stretta non solcata. Con queste forme si definisce il limite superiore della zona. Sopra la zona a Hildoceras bifrons, così come noi la intendiamo per esperienza, il genere Hildoceras è assente per non più poi ricomparire.
È questo un concetto concreto di specie, definita con le sue comparsa e scomparsa; però una documentazione così ricca e varia al riguardo (varie centinaia di campioni) è tipica dell'Italia e cioè del Rosso Ammonitico, unità che può essere considerata continua o quasi; manca infatti anche se parzialmente nello stratotipo del Toarciano francese.

## Specie filofenetica
La "specie filofenetica" è basata sulla combinazione della metodologia fenetica con la teoria evolutiva, considerando nell'analisi delle similitudini anche le relazioni filogenetiche.
La specie fenetica applica algoritmi di analisi delle similitudini e dei caratteri comuni, rendendo questa metodologia in grado di analizzare anche esseri inanimati. Utile per i fossili, anche questa definizione non tiene conto delle relazioni filogenetiche tra i rami evolutivi e le specie.
Qui, nella figura annessa, si consideri che i generi citati sono da considerare specie morfo-cronologiche, quindi indagabili statisticamente per la loro variabilità.

Sicuramente due organismi per appartenere alla stessa specie devono condividere caratteristiche di base e numerose particolarità, talora prive di importanza adattativa ("caratteri meristici").
Poiché ci si trova spesso di fronte a varie popolazioni apprezzabilmente differenziate, la "creazione" di specie separate o la loro unificazione in una sola specie, a causa del polimorfismo, dipende dalla esperienza dei ricercatori che valutano la diversità intra ed extra-specifica.
La definizione attualmente più utilizzata è quella del russo Teodosij Dobžanskij e del tedesco Ernst Mayr, basata sulla capacità di organismi cospecifici di incrociarsi e dare prole fertile. Benché funzioni nella maggior parte dei casi, questo criterio non si applica o lascia dubbi nei casi di:
- riproduzione asessuale, ermafroditismo sufficiente o partenogenesi esclusive;
- subfertilità di vario grado degli ibridi;
- presenza di gruppi morfologicamente identici al resto della specie ma riproduttivamente separati a causa di rimaneggiamenti cromosomici (criptospecie).

In pratica si individuano le specie basandosi su criteri gestiti dall'esperienza e dal buon senso. Dal punto di vista dell'evoluzione, per l'idea darwiniana, la formazione di una specie è spesso un fenomeno graduale e implicava entità naturali che cambiavano, adattandosi continuamente a fattori ambientali. Linneo, invece era un fissista, perché le specie naturali per lui erano materializzazioni di idee immutabili ben distinte (ispirazione della filosofia platonica).  I paleontologi del '900, tenendo conto che le sequenze evolutive erano affette da salti e che tra le specie non si trovavano forme intermedie, hanno cercato di spiegare il fenomeno con le stasi evolutive e le comparse improvvise  (vedi equilibri punteggiati di Gould e Eldredge). Però la documentazione paleontologica reperibile nelle successioni marine a strati, anche se lacunose per quel che riguarda l'evoluzione, presenta talora la continuità darwiniana: vedi ad es. le serie evolutive concrete degli Echinoidi MIcraster del Cretaceo superiore inglese e degli ammoniti Hildoceratidae citate sopra. La loro continuità di documentazione si manifesta nella obbiettiva difficoltà di classificazione, che pone ai paleontologi problemi di difficile soluzione. Quindi quando si ha, nelle serie evolutive concrete, oltre alle specie note, una grande varietà di forme, intermedie e non, in ciò è il carattere dell'evoluzione gradualistica in cui Darwin credeva, anche se in modo teorico. 
Sulla sostanziale arbitrarietà di un qualsiasi tipo di classificazione è chiara la posizione di Darwin, che ha avuto grande lungimiranza influenzato come era dall'evoluzione che stava studiando, posizione che oggi appare, però, sotto questo profilo in parte superata:
(Charles Darwin, L'origine delle specie, cap. 2, "La variazione in natura")